# Pantopipetta brevipilata
Pantopipetta brevipilata är en havsspindelart som beskrevs av Turpaeva, E.P. 1990. Pantopipetta brevipilata ingår i släktet Pantopipetta och familjen Austrodecidae.
Artens utbredningsområde är Södra Ishavet. Inga underarter finns listade i Catalogue of Life.